# Organe de défense côtière
Pour les articles homonymes, voir Défense côtière.
Un organe de défense côtière est, en 1939-1940, un groupement militaire de l'Armée de terre française affecté à la défense du littoral français. 

## Organisation
Il y a six organes sur l'Atlantique, A à Dunkerque et Boulogne, B au Havre, C à Cherbourg, D à Brest, E à Lorient, et F à Rochefort, et cinq organes en Méditerranée, G à Marseille, H à Toulon, I à Nice, J à Bastia, K à Bonifacio.

### Organe A (Dunkerque-Boulogne)
- Infanterie (secteur de Dunkerque) : IVe, Ve et VIe bataillons du 310e régiment d'infanterie (RI), Ve et VIIe bataillons du 208e RI[1] et 201e et 202e compagnies de mitrailleuses de position ;
- Infanterie (secteur de Boulogne) : VIIe bataillon du 310e RI et  203e compagnie de mitrailleuses de position ;
- Artillerie (secteur de Dunkerque) : XIe groupe du 22e régiment d'artillerie (RA), XIe groupe du 27e RA, 51e et 52e batteries du 15e RAD — rejoignent ensuite le 289e régiment d'artillerie lourde divisionnaire (RALD) —[2] et détachement de la Petite-Synthe ;
- Autre (secteur de Dunkerque) : compagnie L1 du génie, 41e escadron du 12e chasseurs, 395e et 396e compagnies de transport.

### Organe B (Le Havre)
- Infanterie : IVe bataillon du 329e RI, IVe bataillon du 239e RI[1] et 204e compagnie de mitrailleuses de position
- Artillerie : 51e batterie du 11e RA[2]

### Organe C (Cherbourg)
- Infanterie : IVe et VIe bataillons du 208e RI[1], 205e et 206e compagnies de mitrailleuses de position ;
- Autre : 41e escadron du 1er chasseurs et 397e section de la 3e compagnie de transport de personnel.

### Organe D (Brest)
- Infanterie : IVe, Ve et VIe bataillons du 248e RI[1], 207e et 208e compagnies de mitrailleuses de position ;
- Artillerie : XIe groupe du 10e RA[2] et détachement d'Ouessant ;
- Autre : compagnie L3 du génie.

### Organe E (Lorient)
- Infanterie : IVe et Ve bataillons du 265e RI[1], 209e, 210e et 211e compagnies de mitrailleuses de position ;
- Artillerie : 51e batterie du 355e régiment d'artillerie portée[2] ;
- Autre : 41e escadron du 19e dragons.

### Organe F (Rochefort)
- Infanterie : IVe bataillon du 257e RI, IVe bataillon du 344e RI[1] et 212e, 213e et 214e compagnies de mitrailleuses de position ;
- Autre : compagnie L6 du génie.

### Organe G (Marseille)
- Infanterie : IVe bataillon du 281e RI, Ve bataillon du régiment d'infanterie colonial du Maroc (RICM)[1] et 215e compagnie de mitrailleuses de position ;
- Autre : 399e compagnie de transport.

### Organe H (Toulon)
- Infanterie : IVe et Ve bataillons du 203e régiment d'infanterie alpine (RIA), IVe bataillon du RICM, 54e régiment d'infanterie coloniale (RIC)[1] et 217e compagnie de mitrailleuses de position ;
- Artillerie : XIIe groupe du 363e RAP, Xe groupe du 157e régiment d'artillerie de position[2] ;
- Autre : compagnie L5 du génie, 41e escadron du 10e dragons.

### Organe I (Nice)
- Infanterie : 255e RI[1], 216e et 218e compagnies de mitrailleuses de position ;
- Artillerie : IIe groupe du 54e RAC[3],[4], VIe groupe du 262e régiment d'artillerie lourde divisionnaire, XIe groupe du 363e RAP[2] ;
- Autre : compagnie L4 du génie, 42e escadron du 10e dragons, 398e compagnie de transport de personnel.

### Organe J (Bastia)
- Infanterie : VIIe (dont une compagnie de mitrailleuses), IXe et Xe bataillons de la 373e demi-brigade d'infanterie alpine (DBIA).

### Organe K (Bonifacio)
- Infanterie : Ier, IIe et IIIe bataillons de la 363e DBIA, IVe, Ve, VIe et VIIe bataillons de la 373e DBIA ;
- Artillerie : 8e batterie de position, 3e batterie du 92e régiment d'artillerie de montagne ;
- Autre : 50e compagnie de sapeurs-mineurs de Bonifacio, équipages d'ouvrage de Bonifacio, compagnie d'infanterie légère et équipages d'ouvrage de Porto-Vecchio, 43e escadron de mitrailleuses et d'engins du 10e dragons.